# Летовски, Тревор
Тревор Летовски (англ. Trevor Letowski; род. 5 апреля 1977, Тандер-Бей, Онтарио) — канадский хоккеист, правый нападающий. В настоящее время главный тренер клуба «Уинсор Спитфайрз», выступающего в лиге Онтарио.

## Биография
На драфте НХЛ 1996 года был выбран в 7 раунде под общим 174 номером командой «Финикс Койотис». 28 декабря 2001 года обменян в «Ванкувер Кэнакс». 3 июля 2003 года как неограниченно свободный агент подписал контракт с «Коламбус Блю Джекетс». 6 июля 2006 года как неограниченно свободный агент подписал контракт с «Каролиной Харрикейнз».
В 2008—2010 годах выступал в КХЛ за казахстанский «Барыс».
В составе сборной Канады победитель молодёжного чемпионата мира 1997 года, участник чемпионата мира 2000 года.
В сезоне 2010/11 был сначала помощником тренера, а затем главным тренером клуба Хоккейной лиги Онтарио «Сарния Стинг».
В сезоне 2015/16 стал помощником тренера «Уинсор Спитфайрз», а в сезоне 2017/18 назначен на должность главного.
Также был помощником тренера в юниорской и молодёжной сборных Канады на чемпионатах Мира.

## Статистика
```
                                            
                                            --- Regular Season ---  ---- Playoffs ----
Season   Team                        Lge    GP    G    A  Pts  PIM  GP   G   A Pts PIM
--------------------------------------------------------------------------------------
1994-95  Sarnia Sting                OHL    66   22   19   41   33   4   0   1   1   9
1995-96  Sarnia Sting                OHL    66   36   63   99   66  10   9   5  14  10
1996-97  Sarnia Sting                OHL    55   35   73  108   51  12   9  12  21  20
1997-98  Springfield Falcons         AHL    75   11   20   31   26   4   1   0   1   2
1998-99  Springfield Falcons         AHL    67   32   35   67   46   3   1   0   1   2
1998-99  Phoenix Coyotes             NHL    14    2    2    4    2  --  --  --  --  --
1999-00  Phoenix Coyotes             NHL    82   19   20   39   20   5   1   1   2   4
2000-01  Phoenix Coyotes             NHL    77    7   15   22   32  --  --  --  --  --
2001-02  Phoenix Coyotes             NHL    33    2    6    8    4  --  --  --  --  --
2001-02  Vancouver Canucks           NHL    42    7   10   17   15   6   0   1   1   8
2002-03  Vancouver Canucks           NHL    78   11   14   25   36   6   0   1   1   0
2003-04  Columbus Blue Jackets       NHL    73   15   17   32   16  --  --  --  --  --
2004-05  Fribourg-Gotteron           Swiss   9    4    5    9    6  --  --  --  --  --
2005-06  Columbus Blue Jackets       NHL    81   10   18   28   36  --  --  --  --  --
2006-07  Carolina Hurricanes         NHL    61    2    6    8   18  --  --  --  --  --
2007-08  Carolina Hurricanes         NHL    75    9    9   18   30  --  --  --  --  --
2008-09  Astana Barys                KHL    37    7    7   14   30   3   1   0   1   2
2009-10  Astana Barys                KHL    54    3   10   13   24   3   0   0   0   0
--------------------------------------------------------------------------------------
         NHL Totals                        616   84  117  201  209  17   1   3   4  12

```